# Collinsovo činidlo
Collinsovo činidlo je komplex oxidu chromového s pyridinem rozpuštěný v dichlormethanu.
Tento pyridinový komplex se používá na oxidace primárních alkoholů na aldehydy.

## Příprava a struktura
Collinsovo činidlo se připravuje reakcí oxidu chromového s pyridinem. Vzniklý komplex se vyznačuje diamagnetismem a je 5-koordinovaný s pyridinovými ligandy vzájemně v poloze trans. Vazby Cr-O mají délku 163 pm a Cr-N 215 pm.
První příprava tohoto činidla byla provedena v roce 1948.

## Reakce
Collinsovo činidlo je obzvláště vhodné k oxidacím sloučenin citlivých na kyseliny. Primární alkoholy na aldehydy a sekundární na ketony oxiduje s výtěžnostmi mezi 87 a 98 %.
Podobně jako u jiných oxidací chromovými komplexy je stechiometrie složitá, protože kov je redukován tříelektronově a substrát se oxiduje dvěma elektrony:
3 RCH2OH + 2 CrO3(pyridin)2 → 3 RCHO + 3 H2O + Cr2O3 + 4 pyridin
Činidlo se obvykle používá v šestinásobném přebytku. Nejčastějším rozpouštědlem je dichlormethan.
Využitelnost této látky při oxidacích objevili G. I. Poos, G. E. Arth, R. E. Beyler a L. H. Sarett v roce 1953. O rozšíření jejího používání se o několik let později zasloužil J. C. Collins.

## Bezpečnost
Tento komplex je v pevném skupenství hořlavý. Chromové sloučeniny jsou obecně karcinogenní.